# Maatkleding

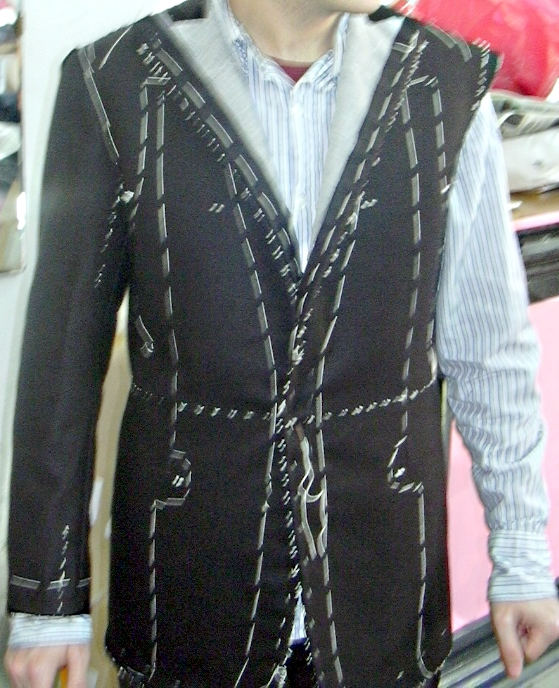

Maatkleding is kleding die voor de klant op maat wordt gemaakt door een kleermaker.
Maatkleding is de oudste vorm van kleding, maar wordt nog steeds gemaakt. Er is echter verschil tussen 'echte' maatkleding en kleding naar maat.
Maatkleding is de hoogste graad van kleding, men kan de stof kiezen en het model. Aan het model zijn geen beperkingen. Naar de persoonlijke lichaamsmaten wordt een kostuum gemaakt naar eigen wensen. Er wordt, als het goed is, een groot deel met de hand in elkaar gezet. Vaak zal er los binnenwerk, (kameelhaar) in gezet zijn. In de confectie en goedkopere maatkleding wordt binnenwerk geplakt. Dat geeft een minder duurzaam geheel en de stof verliest een deel van zijn natuurlijke valling. Los binnenwerk is duurder en moeilijker te maken.

## Van maatkleding naar confectie
In de 19e eeuw begonnen marskramers de niet afgeleverde kleding van kleermakers op te kopen. Deze kleding was door iemand besteld en op zijn/haar maten gemaakt. Door omstandigheden werd het soms niet afgehaald, bijvoorbeeld door overlijden of geldgebrek. Deze overgebleven kleding werd aan de deur verkocht, een marskramer had de kleding in zijn mars en liep van huis naar huis om ze te verkopen. Hieruit is confectie ontstaan. Omdat er niet genoeg restkleding was, gingen de marskramers bij de kleermakers kleding bestellen die op algemene maat gemaakt werd. Bekende namen van marskramers zijn C. en A. Brenninkmeijer, Witteveen, enz., de nu bekende confectiehuizen.

## Kleding naar maat
Kleding naar maat hoort goedkoper te zijn dan maatkleding. Er wordt maat van de klant genomen en men kan uit een paar modellen kiezen. Ook de stof kan gekozen worden. Dan gaan de maten naar de coupeur van een fabriek die naar de opgenomen maat een kostuum snijdt en dan wordt het geconfectioneerd, je krijgt een confectiepak op eigen maten. Een andere naam voor deze kleding is maatforcé.